# كوارنا سوتو
كوارنا سوتو هي مدينة في مقاطعة فيربانو كوسيو أوسولا في المنطقة الإيطالية بيدمونت، وتقع على بعد حوالي 100 كيلومتر (62 ميل) شمال شرق تورينو وحوالي 15 كيلومترا (9 ميل) جنوب غرب فيربانيا.
تقع كوارنا سوتو على حدود المدن التالية: نونيو، أوميجنا، كوارنا سوبرا، فالسترونا، فارالو سيسيا.